# Chruplavník rolní
Chruplavník rolní (Polycnemum arvense) je drobná planě rostoucí rostlina, druh nepočetného rodu chruplavník, která se do české přírody dostala pravděpodobně ve starověku či středověku a nyní je ohrožená vyhynutím.

## Rozšíření
Druh vyrůstá od Francie přes střední a východní Evropu, jih evropského Ruska a oblast Kavkazu až po Střední Asii. Zavlečen byl do Severní Ameriky.
V České republice je ojediněle rozšířen v termofytiku a mezofytiku a jeho výskyt je uváděn na místech s nezpevněnými písčitými sedimenty, konkrétně v Polabí, na Blatensku, Českobudějovické a Třeboňské pánvi, v okolí Plzně a na jižní a jihozápadní Moravě.

## Ekologie
Chruplavník rolní v minulosti rostl často jako plevel na polích a ve vinicích, později s nástupem herbicidů byl vytlačován na suché kamenité svahy, meze polí, pastviny, okraje lesů a cest i břehy rybníků s písčitým podkladem. Je to rostlina která osídluje stanoviště s málo výživnou půdou, využívá místa s neúplně zapojeným bylinným krytem a stanoviště občasně narušovaná, to potlačuje konkurenci vzrostlejších rostlin.

## Popis
Jednoletá bylina se zelenou nebo načervenalou lodyhou, v mládí chlupatou a později olysalou, která se již od spodu hustě větví. Roste z tenkého, téměř nevětveného kořene. Větve bývají často delší než lodyha (5 až 30 cm) a spolu polehávají. Některé dospělé rostliny mají lodyhy nevětvené a vzpřímené, ty však nebývají vyšší než 5 cm. Lodyhy i větve jsou porostlé střídavými, přisedlými, šídlovitými, tuhými, na vrcholu zašpičatěnými, šikmo odstálými až k lodyze přimknutými listy o délce asi 6 mm a šířce do 1 mm.
Oboupohlavné květy vyrůstají jednotlivě téměř po celé délce stonku z paždí listenů podobných listům. Na krátké květní stopce rostou dva zašpičatělé bělomázdřité listence které jsou zřetelně kratší nebo stejně dlouhé jako okvětí. Střechovitě uspořádané nahnědlé, suchomázdřité, vejčité, vytrvalé okvětní lístky jsou velké 1 × 0,4 mm. Okvětí je pětičetné, tři tyčinky jsou spolu částečně srostlé v kroužek, semeník je svrchní a nese dvě blizny.
Rostlina kvete od června do září, květy se opylují autogamně. V červenci až listopadu dozrávají plody, šedé až hnědé, oválné a bočně stlačené nažky dlouhé asi 1,5 mm. Zdatná rostlina jich vyprodukuje víc než tisíc. Ploidie druhu je 2n = 18.

## Význam
Ještě v polovině 20. století byl chruplavník rolní považován za plevelnou rostlinu, která ovšem pro svou drobnost a nekonkurenceschopnost kulturním plodinám příliš neškodila. Za pomoci herbicidů byl postupně z polí a vinic zcela vymýcen.

## Ohrožení
Z důvodů silného omezení tradičního extenzivního hospodaření a eutrofizace krajiny dochází na jeho tradičních lokalitách k rozšíření konkurenčních rostlin a klesá počet vhodných stanovišť na kterých chruplavník rolní pravidelně roste. Aby zůstala naděje, že z české krajiny docela nevymizí, byl „Červeným seznamem cévnatých rostlin České republiky z roku 2012“ prohlášen za kriticky ohroženou rostlinu (C1t).

## Možnost záměny
Vedle chruplavníku rolního se současně v přírodě objevuje i chruplavník větší. Ten je na prvý pohled podobný, při bližším ohledání se ale odlišuje mnohem delšími blanitými listenci, které jsou nejméně dvojnásobně delší než okvětí.